# 상투메 프린시페의 역사
상투메 프린시페 섬은 1469년에서 1471년 사이에 포르투갈인들이 도착했을 때 사람이 살지 않았다. 탐험가 주앙 데 산타렝과 페로 에스코바르가 섬을 발견한 후, 포르투갈 항해자들은 섬을 탐험했고 본토와 교역하기에 좋은 기지가 될 것이라고 결정했다.

## 역사
상투메는 1493년 알바로 카미냐에 의해 건설되었다. 프린시페는 1500년에 비슷한 협정으로 정착했다. 그러나 정착민들을 끌어들이는 것은 어려운 일이었고, 초기 거주민들의 대부분은 포르투갈에서 온 "바람직하지 않은" 사람들이었고, 대부분은 유대인이었다. 이 정착민들은 농업, 특히 설탕 재배에 적합한 지역의 훌륭한 화산 토양을 발견했다.
설탕의 재배는 노동 집약적인 과정이었고, 포르투갈인들은 아프리카 본토에서 많은 수의 노예를 수입하기 시작했다. 16세기 중반까지 포르투갈인 정착민들은 이 섬을 아프리카의 설탕 수출국으로 만들었다. 상투메 프린시페는 각각 1522년과 1573년에 포르투갈 왕국에 의해 점령되고 관리되었다.
그러나 서반구의 우수한 설탕 식민지들이 섬들에 피해를 주기 시작했다. 포르투갈은 많은 자원을 투자할 수 없었기 때문에 많은 노예 인구를 통제하기가 어려웠다. 또한 네덜란드는 1641년에 7년 동안 상투메를 점령하여 70개 이상의 제당소를 파괴했다. 이후 100년 동안 설탕 재배는 감소했고, 17세기 중반까지 상투메의 경제는 변화했다. 현재 이곳은 주로 서아프리카와 아프리카 대륙 사이의 노예 무역에 종사하는 선박들의 통과 지점이었다.
19세기 초, 두 가지 새로운 현금 작물인 커피와 코코아가 도입되었다. 풍부한 화산 토양은 새로운 현금 작물 산업에 적합하다는 것이 증명되었고, 곧 포르투갈 회사나 부재 지주들이 소유한 대규모 농장(로사)이 좋은 농지의 거의 대부분을 차지했다. 1908년 상투메는 세계에서 가장 큰 코코아 생산지가 되었고, 여전히 상투메는 코코아의 가장 중요한 생산지가 되었다.
농장 관리자들에게 높은 권한을 부여한 로사 제도는 아프리카 농장 노동자들에 대한 학대로 이어졌다. 비록 포르투갈이 1876년에 공식적으로 노예제도를 폐지했지만, 강제 유급 노동의 관행은 계속되었다. 20세기 초 앙골라의 계약직 노동자들이 강제 노동과 불만족스러운 노동 조건을 받고 있다는 혐의로 국제적으로 공론화된 논란이 일어났다. 대공황 동안 노동자 착취가 악화되었다.
산발적인 노동 불안과 불만은 20세기까지 계속되었고, 1953년 폭동이 일어나 수백 명의 아프리카 노동자들이 포르투갈 통치자들과의 충돌로 사망했다. 이 "바테파 학살"은 섬의 식민지 역사에서 중요한 사건으로 남아있으며, 정부에 의해 공식적으로 기념일이 지켜지고 있다.
1967년~70년 나이지리아 내전 동안 상투메는 비아프라 공수 작전의 주요 기지로 사용되었다. 이 공수 작전은 나이지리아 동부로 식량과 의약품을 수송하는 국제적인 인도주의적 구호 활동(현재까지 가장 큰 민간 공수 작전)이었다. 그것은 백만 명 이상의 생명을 구한 것으로 추정된다.

## 독립을 향한 움직임
아프리카 대륙의 다른 신흥 국가들이 독립을 요구하던 1950년대 후반까지 상투메 프린시페 해방 운동(MLSTP)이 형성되었고, 결국 가봉 근처에 기반을 마련했다. 1960년대에 탄력을 받아 1974년 4월 포르투갈에서 마르셀루 카에타누 독재 정권이 전복된 후 사건이 빠르게 진행되었다. 새로운 포르투갈 정권은 해외 식민지의 해체에 전념했다. 1974년 11월, 그들의 대표자들은 알제리에서 MLSTP를 만나 주권 이양을 위한 합의를 도출했다. 1975년 7월 12일 상투메 프린시페는 독립을 달성하고 초대 대통령으로 MLSTP 사무총장 마누엘 핀투 다 코스타를 선출했다.

## 현대
1990년 상투메는 민주적 개혁을 수용한 최초의 아프리카 국가들 중 하나가 되었으며, 1991년 선거에서 야당의 합법화는 비폭력적이고 자유롭고 투명한 선거로 이어졌다. 1986년부터 망명 생활을 했던 미겔 트로보아다 전 총리는 무소속으로 돌아와 대통령에 당선됐다. 트로보아다는 1996년 상투메의 두 번째 다당 대통령 선거에서 재선되었다. 민주융합당(PCD)은 MLSTP를 무너뜨리고 국민의회에서 과반수 의석을 차지했으며, MLSTP는 중요하고 목소리가 큰 소수 정당이 되었다. 1992년 말에 실시된 지방 선거에서 MLSTP는 7개의 지방 의회 중 5개의 의석 중 과반수를 차지했다. 1994년 10월 총선에서 MLSTP는 다수 의석을 차지했다. 1998년 11월 총선에서 의석의 절대다수를 되찾았다. 상투메 정부는 다당제 하에서 완전히 기능한다. 2001년 대통령 선거는 2001년 7월에 실시되었다. 독립민주행동당의 지지를 받은 후보인 프라디크 드 메네제스는 1차 투표에서 당선되어 9월 3일 취임했으며 2002년 3월 총선이 실시되었다. 이후 4년간 야당이 주도하는 단명한 정부들이 잇따라 탄생했다.
군은 2003년 7월 부패와 다가오는 석유 수입이 공평하게 분배되지 않을 것이라고 불평하며 일주일 동안 권력을 장악했다. 합의에 따라 드 메네제스 대통령이 복귀했다.
2006년 3월, 친대통령 연합이 새 정부를 구성하고 이끌기에 충분한 의석을 얻으면서 동거 기간은 끝났다.
2006년 7월 30일 대통령 선거에서, 프라디크 데 메네제스는 파트리스 트로보아다(미겔 트로보아다 전 대통령의 아들)와 무소속 닐로 기마랑제스를 누르고 5년 임기의 두 번째 임기를 쉽게 얻었다. 1992년 이래 처음으로 실시된 지방 선거는 2006년 8월 27일에 실시되었다.
이바리슈투 카르발류는 2016년부터 상투메 프린시페의 대통령으로 재직하고 있다. 카르발류 대통령은 독립민주행동당(ADI)의 부통령이기도 하다. 파트리스 트로보아다는 2014년부터 총리를 지냈으며, 독립민주행동당(ADI)의 당수이다. 2018년 12월, 상투메 프린시페 파르티도 사회민주운동(MLSTP-PSD)의 지도자 조르주 봄 제주스가 총리로 취임했다. 2021년 9월 대통령 선거에서는 중도우파 성향의 카를루스 빌라 노바 후보가 당선되었다. 대통령은 주로 의례적인 인물로, 정치적 권력은 총리에게 있다. 2022년 9월, 상투메 해방 운동과 조르주 봄 제주스 총리의 사회민주당(MLSTP/PSD)을 제치고 파트리스 트로보아다 전 총리가 이끄는 야당 독립민주행동(ADI)이 승리했다.

## 같이 보기
- 아프리카의 역사